# Hönackatjärnen
Hönackatjärnen är en sjö i Arvika kommun i Värmland och ingår i Göta älvs huvudavrinningsområde. Sjön har en area på 0,128 kvadratkilometer och ligger 80,1 meter över havet.

## Delavrinningsområde
Hönackatjärnen ingår i det delavrinningsområde (660699-131634) som SMHI kallar för Mynnar i Glafsfjorden. Medelhöjden är 101 meter över havet och ytan är 5,71 kvadratkilometer. Räknas de 2 avrinningsområdena uppströms in blir den ackumulerade arean 9,28 kvadratkilometer. Vattendraget som avvattnar avrinningsområdet har biflödesordning 3, vilket innebär att vattnet flödar genom totalt 3 vattendrag innan det når havet efter 259 kilometer. Avrinningsområdet består mestadels av skog (66 procent) och jordbruk (16 procent). Avrinningsområdet har 0,17 kvadratkilometer vattenytor vilket ger det en sjöprocent på 1,8 procent. Bebyggelsen i området täcker en yta av 0,29 kvadratkilometer eller 3 procent av avrinningsområdet.